# Plodenství
Plodenství je soubor volných nebo různým způsobem spojených či srostlých plodů vzniklý z jednoho květenství. Protože zachovává v podstatě stejnou strukturu jako květenství, jenom dozraje, můžeme rozlišovat typy plodenství stejně jako v případě květenství, např. úbor, lata, hrozen aj.
- Volné plodenství je např. plodenství nažek slunečnice roční (z jednoho úboru), plodenství bobulí vinné révy (Vitis vinifera) z jednoho květenství, plodenství bobulí rybízu červeného (Ribes rubrum).
- Sdružené plodenství má jednotlivé plody v plodenství spojené bud zdužnatělým periantem (např. plodenství nažek morušovníku bílého a černého (Morus alba a Morus nigra) nebo se na vzniku plodenství podílejí zbytnělá vřetena květenství. Např. fíkovník smokvoň (Ficus carica) vytváří za zralosti fíky - cukernatá džbánkovitě zbytnělá vřetena květenství, tzv. sykonia, uzavírající drobné nažky. Sdružená plodenství má i buk lesní (Fagus sylvatica) a kaštanovník jedlý (Castanea sativa), mající v uzavřené ostnité číšce, vzniklé přeměnou vřetene květenství, u buku dvě, u kaštanovníku tři nažky. U ananasovníku (Ananas comosus) se na vzniku plodenství podílejí kromě pestíků také listeny, květní obaly a zdužnatělé vřeteno květenství.

Plodenství vzniká z několika květů nebo z celého květenství, čím se liší od souplodí, které vzniká jenom z jednoho jediného květu s apokarpním gyneceem.